# Takuma Nakajima
Takuma Nakajima (中島 拓真 Nakajima Takuma?), född 3 april 1995 i Tochigi prefektur, är en japansk fotbollsspelare.
Nakajima började sin karriär 2018 i Azul Claro Numazu.